# Charles Guiraist
Charles Guiraist va ser un regatista francès, que va competir a cavall del segle xix i el segle xx.
El 1900 va prendre part en els Jocs Olímpics de París on participà en diferents proves del programa de vela. Guanyà la medalla de plata en la segona cursa de la categoria de 3 a 10 tones, formant equip amb J. Dubois, A. Dubois, Maurice Gufflet i Robert Gufflet.